# Cecil Sandford
Cecil Sandford, född 21 februari 1928 i Blockley nära Moreton-in-Marsh, Gloucestershire, död 28 november 2023, var en brittisk roadracingförare som vann VM i både 250GP och 125GP varsin gång under 1950-talet.

## Segrar 250GP
| Nr | Grand Prix  | År   |
| -- | ----------- | ---- |
| 1  | Isle of Man | 1957 |
| 2  | Nordirland  | 1957 |

## Segrar 125GP
| Nr | Grand Prix  | År   |
| -- | ----------- | ---- |
| 1  | Isle of Man | 1952 |
| 2  | Holland     | 1952 |
| 3  | Nordirland  | 1952 |